# جيمس جي واين
جيمس اين (بالإنجليزية: James J. Wynne)‏ (و. 1943 – م) هو فيزيائي من الولايات المتحدة الأمريكية . 
وهو عضواً في الأكاديمية الوطنية للعلوم .

## التعليم
تعلم في جامعة هارفارد